# Tema da Vitória

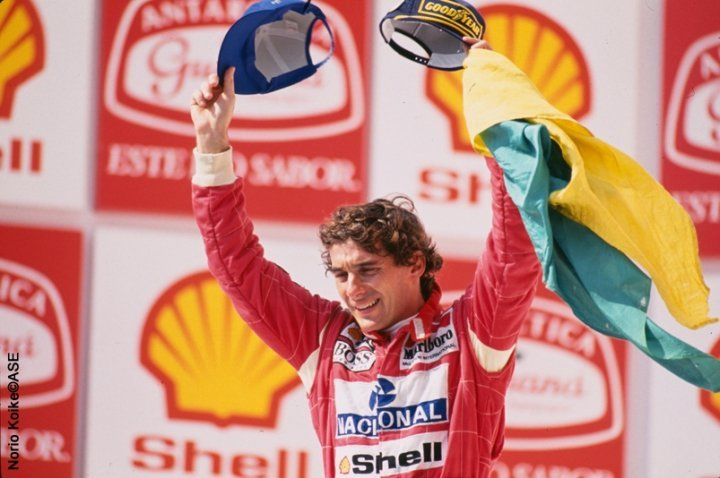
El Tema da Vitória quedó fuertemente asociado a las victorias de Ayrton Senna en la Fórmula 1.

Tema da Vitória (Canción de la Victoria, en español) es un tema instrumental brasileño, compuesto por Eduardo Souto Neto e interpretado por el grupo de pop-rock Roupa Nova. La canción fue creada a petición de Rede Globo para sus transmisiones de la Fórmula 1.

## Historia
La canción fue creada a solicitud de Aloysio Legey, director de las transmisiones de Fórmula 1 del canal Rede Globo, para que sonara al final de cada edición del Gran Premio de Brasil, sin importar quien fuera el ganador. El tema fue compuesto por el director de orquesta Eduardo Souto Neto y grabado por el grupo de soft rock Roupa Nouva en 1981.
El Tema da Vitória fue tocado por primera vez tras la victoria de Nelson Piquet en el Gran Premio de Brasil de 1983. También sonó para Alain Prost al ganar la edición del Gran Premio de 1984.
Luego, gracias a las constantes victorias de Piquet y el prometedor inicio de la carrera de Ayrton Senna, el propio Legey pidió en 1986 que la canción fuera interpretada en todas las victorias brasileñas, sin importar la pista en que ocurrieran.
Precisamente fue Senna quien popularizó el tema con sus victorias, las que le valieron sus títulos en 1988, 1990 y 1991. El tema sonó por última vez para Senna al ganar el Gran Premio de Australia de 1993. Luego de su muerte en 1994, pasaron 7 años sin que el tema fuera reproducido, tiempo transcurrido entre la última victoria de Senna  y la primera victoria de Rubens Barrichello en el Gran Premio de Alemania de 2000.
Excepcionalmente, Rede Globo tocó el Tema da Vitória cuando la selección de fútbol de Brasil venció a Italia en la final de la Copa Mundial de la FIFA de 1994. La selección brasileña dedicó el triunfo y el tetracampeonato a Senna, quien había fallecido tan sólo dos meses antes. Globo también tocó el Tema da Vitória tras la conquista del pentacampeonato ante Alemania en la final de la Copa del mundo de 2002.
En 1994, Rede Globo lanzó al mercado el CD “Tributo a um campeão”, en homenaje a Ayrton Senna. En él, hay una versión diferente del Tema da Vitória habitual, con el BPM más acelerado y con agregado artificial del rugir de motores.
En 2004, una década después de la muerte de Ayrton Senna, Roupa Nova incluyó en su DVD "RoupAcústico", el Tema da Vitória. El Maestro Eduardo Souto Neto, fue invitado a dirigir la orquesta en aquella canción. Desde ese momento, en todos los shows, la banda realiza un popurrí de canciones, incluyendo la composición famosa, que también muestra la figura del Tricampeón.
El tema ha acompañado las victorias de Nelson Piquet, Ayrton Senna, Rubens Barrichello y de Felipe Massa y actualmente el canal lo sigue usando.
Una edición especial del Tema da Vitória fue tocada tras que Rubens Barrichello ganase el Gran Premio de Europa de 2009, con motivo de conmemorar la  victoria brasileña número cien en la historia de la Fórmula 1.
En 2010, para celebrar el estreno de Bruno Senna - sobrino de Ayrton - en la F1, patrocinadores del joven piloto, encargaron al maestro Eduardo Souto Neto, un tema musical. La música fue compuesta en dos días y tiene cierto parecido con el Tema da Vitória.La canción sirvió de inspiración para que la Hinchada de Flamengo homenajeara a su equipo.
El 29 de marzo de 2014, el Guitarrista de la banda norteamericana Guns N' Roses, interpretó el Tema da Vitória, en un concierto en São Paulo. En aquella semana, si estuviera vivo, el piloto cumpliría 65 años de edad.

## Números y estadísticas
- La canción fue ejecutada en 71 de los 101 triunfos brasileños en F1 (hasta diciembre del 2013);
- Fue tocada en 39 de las 41 victorias de Ayrton Senna (salvo en Bélgica 1985 y España 1986);
- Fue tocada en 11 victorias de Nelson Piquet;
- Fue tocada en 11 victorias de Rubens Barrichello;
- Fue tocada en 11 victorias de Felipe Massa.